# Piet Heyn
Pieterszoon Piet Heyn (ou Pietersen Pieter Heyn) (25 de novembro de 1577 - 18 de junho de 1629), foi um notório almirante e oficial naval neerlandês durante a Guerra dos Oitenta Anos entre os neerlandeses e os Habsburgos. Entre outras realizações, tomou a famosa Armada Espanhola de Prata, perto da baía de Matanzas, e chegou à mesma baía. A Armada seguia, do México, para a Espanha.

## Juventude
Hein nasceu em Delfshaven, hoje parte de Roterdão, filho de um capitão. Ainda adolescente, tornou-se marinheiro. Com vinte anos foi capturado pelos espanhóis, e feito escravo em um navio durante cerca de quatro anos, de 1598 até 1602, quando foi negociado por prisioneiros espanhóis. Entre 1603 e 1607, ele foi novamente mantido cativo pelos espanhóis, quando foi capturado perto Cuba.
Em 1607, ele aderiu à  Companhia Neerlandesa das Índias Orientais e partiu para Ásia, retornando com a classificação de capitão (do Hollandia) cinco anos mais tarde. Ele casou com Anneke Claesdochter de Reus e liquidada em Roterdão. Em 1618, quando ele era o capitão do Neptunus, que era seu navio foram prensadas em serviço por Veneza. Em 1621 ele deixou para trás o seu navio e viajou por terra para os Países Baixos. Durante um ano, em 1622 ele era um membro do governo local (schepen) de Roterdão, apesar de ele não ter sequer cidadania desta cidade: o primo de sua mulher, tornou isso possível.
Em 1623, ele se tornou vice-almirante da nova Companhia Neerlandesa das Índias Ocidentais e rumou para o Caribe no ano seguinte. No Brasil, brevemente ele capturou a colônia portuguesa  em Salvador, conduzindo pessoalmente o assalto a fortaleza da cidade. Tentou em 1625 um ataque à Vila de Vitória, na Capitania do Espírito Santo. Ali foi frustrado graças a iniciativa de uma jovem de nome Maria Ortiz. A descendente de espanhóis organizou a defesa da vila junto aos capixabas e conseguiu expulsar o holandês. Então ele atacou Luanda em Angola, mas não conseguiu capturar a cidade. Em uma posterior invasão em 1627 para reconquistar a Bahia, ele falhou, mas capturou mais de trinta navios portugueses, com uma grande carga de açúcar.
Hein é hoje frequentemente denominado um pirata (porque ele era um), mais foi um relativamente bem sucedido comandante militar, como a República Holandesa estava em guerra com o Habsburgos e isso foi o que tornaria mais famoso Hein, mas Hein foi de uma estrita disciplina que o encorajou  em sua conduta entre os seus tripulantes e tinha polêmicas opiniões sobre "índios" tribos, escravos e membros de outras religiões. Comandou todas as frotas dos navios de guerra com o objetivo de alcançar a glória, que relativamente, conseguiu alcançar.

## Frota espanhola da prata
Em 1628, como Almirante Hein, com o Navio Witte de Com com sua bandeira de capitão, rumou para capturar a frota espanhola da prata carregados com prata de suas colônias americanas e das Filipinas. Ele foi almirante junto com Hendrick Lonck e ele  mais tarde ingressou em um esquadrão de quartel da Vice-Almirante Joost Banckert. Parte da frota espanhola na Venezuela tinha sido advertida porque um rapaz neerlandês tinha perdido o seu caminho em Blanquilla e foi capturado, e traiu o plano, mas a outra metade no México continuou sua viagem, não tinham consciência da ameaça. Dezesseis navios espanhóis foram interceptado um galeão foi tomado após um encontro surpresa durante a noite,  dois pequenos navios que foram tomados no mar fogem, quatro galeões escapam e são encurralados em Cuba na costa da Baía de Matanzas.
Após alguns combates com os neerlandeses, os espanhóis viram suas grandes tripulações rendidas e Hein havia capturado largos espólios de guerra dos espanhóis em ouro, prata e outros. O caro comércio de mercadorias, como índigo e cochonilha, sem qualquer derramamento de sangue, fizeram os não ter nenhum prisoneiro espanhol,  eles deram as amplas tripulações espanholas suprimentos para uma marcha até Havana. Os libertados foram surpreendidos ao ouvir o almirante pessoalmente dando-lhes instruções fluentes em espanhol, os Hein afinal foram bem familiarizados com a região como tinha sido confinado a ele durante o seu internamento após 1603. O tesouro foi a maior vitória da empresa no Caribe.
Como resultado, o dinheiro financiou o exército neerlandês durante oito meses que lhe permite capturar a fortaleza Hertogenbosch. Ele retornou para a República Holandesa em 1629, onde foi saudado como um herói. Assistindo a multidão torcendo ele em pé sobre o balcão da prefeitura de Leyden ele comentou: "Agora eles me elogiam porque eu ganhei riquezas sem o menor perigo, mas há pouco quando eu arrisquei a minha vida em pleno combate eles Nem sabiam que eu existiam ...". Hein foi o primeiro e o último a capturar uma parte tão grande de um tesouro espanhol na América.

## Tenente-Almirante
Alcançou o posto de almirante após um conflito com a Companhia Neerlandesa das Índias Ocidentais sobre política e pagamento, e Tenente-Almirante da República Neerlandesa em 26 de março de 1629, tornando-se, de facto, comandante supremo da frota neerlandesa. Faleceu nesse mesmo ano, em uma campanha contra o Dunkirkers, a eficaz frota dos Ingleses. Na batalha naval de Dungeness, quando interceptado por três navios inimigos, tentou uma ousada fuga entre duas embarcações inimigas. Tendo ficado preso entre duas embarcações, após meia hora de combate, foi atingido no ombro esquerdo por uma bala de canhão tendo morte instantânea. Foi sepultado no Oude Kerk de Delft, nos Países Baixos.

## Homenagens
O Túnel Piet Hein em Amsterdam, homenageia o seu nome, assim como a antiga fragata neerlandesa, Hr. Ms. Piet Heyn, o fizera.
Um descendente direto de Hein foi o dinamarquês Piet Hein, que se destacou, no século XX, como matemático, físico e poeta.